# Felix Raabe

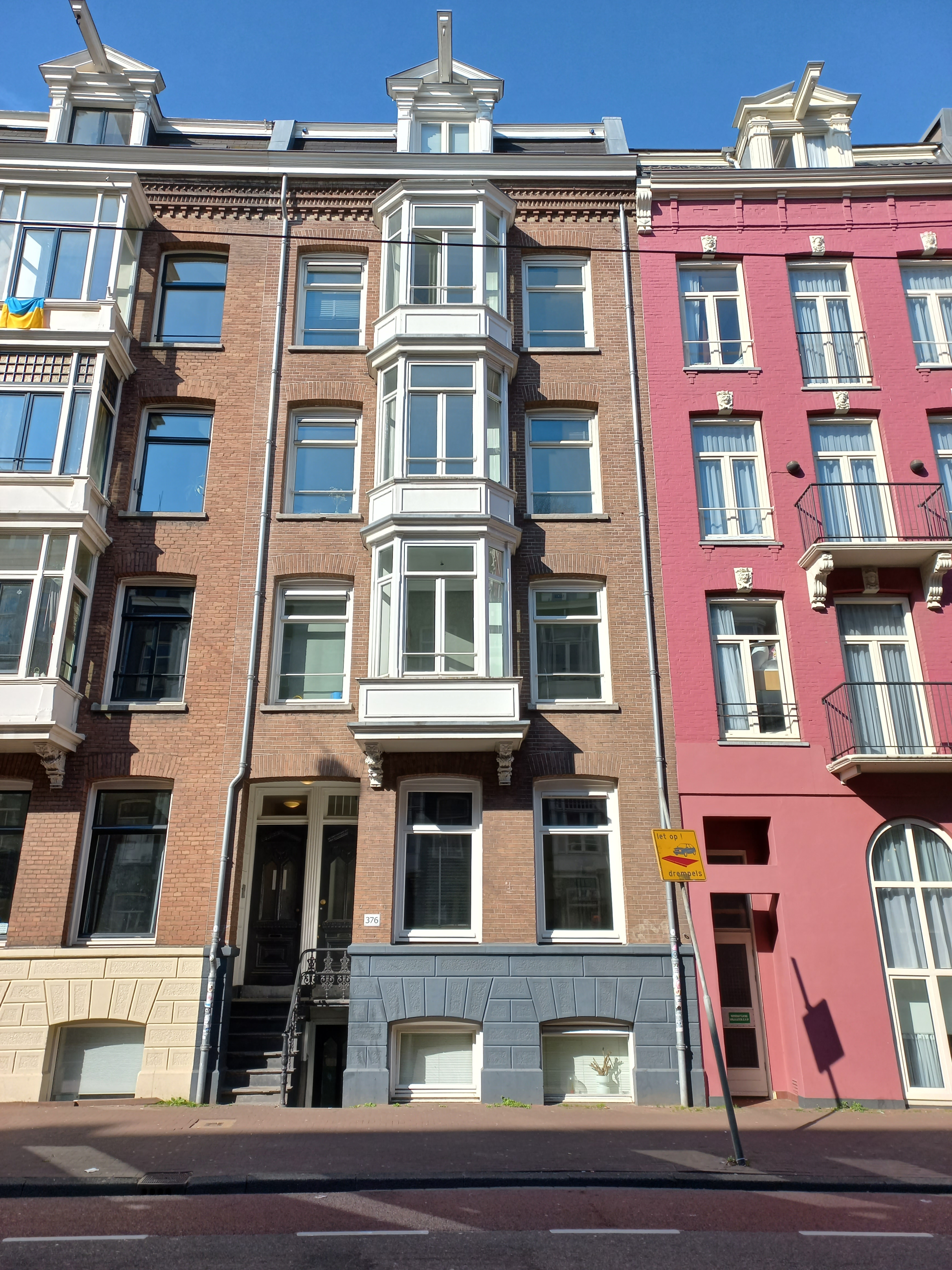
Marnixstraat 376, Amsterdam (april 2022)

Felix Wilhelm Bernhard Raabe (Amsterdam, 26 juli 1900 – Aken, 9 maart 1996) was een dirigent en musicoloog.
Hij was zoon van dirigent en musicoloog Carl Ludwig Hermann (Peter) Raabe en Zdenka Anna Korab, wonende aan de Marnixstraat 376. Hij werd in Nederland geboren tijdens het beroepsmatig verblijf (Nederlandse Opera) van vader en moeder in Amsterdam. Zij remigreerden al spoedig in 1903 richting Bad Kissingen, aldus gegevens gemeente Amsterdam. Zijn voortgezet onderwijs vond in Weimar plaats aan het Wilhelm-Ernst-Gymnasium (later Goethegymnasium). Hij bestudeerde muziek eerst in Leipzig bij musicologen Albert Schering en Hermann Abert. Al na een jaar verhuisde hij qua opleiding naar de Hogeschool voor Muziek en Theater München. Zijn doctoraal bij Adolf Sandberger (1926) handelde over de muziek van Baldassare Galuppi.
Hij kon vrijwel direct aan de slag als hoofd van de zangacademie in Frankfurt an der Oder (1926-1929). Toen keerde hij terug naar wetenschappelijk onderzoek in bijvoorbeeld de Staatsbibliotheek in Berlijn als ook het Liszt-Haus in Weimar. Tijdens het seizoen 1930-1931 studeerde hij directie in Bazel bij Felix Weingartner. In die functie ging hij verder met aanstellingen als repetitor in Wuppertal (1931-1933), tweede dirigent bij het Stadttheater te Hildenheim (1933-1934) en het landestheater in Stendal (1934-1935). Daarna wisselde hij het dirigeren tijdens losse concerten af met wetenschappelijk onderzoek en componeren (1935-1937). In 1938 dirigeerde zijn vader zoons Festmusik für grosses Orchester mit Slussgang für einstemmigen Chor, nach J.G. Fichte in het Kurhaus te Scheveningen. Tussen 1937 en 1944 was hij weer vaste dirigent, nu bij het Stadttheater Remscheid. Hij moest in dienst en de gevangenis, maar kon wel in 1946 aan de slag bij het Stadttheater Aachen in Aken, een functie die hij aanhield tot 1953. Hij ontwikkelde in die stad ook muziekonderwijs op scholen. In die stad was hij vanaf 1948 voorts docent muziektheorie aan de Rheinisch-Westfälische Technische Hochschule te Aken. In 1959 keerde hij terug naar München en zegde zijn baan in Aken op. Daarna is slechts weinig bekend.
Hij stierf echter wel in Aken; hij stierf van ouderdom in het Papst Johannes Stift aldaar.
Robijns/Zijlstra vermeldde als werken: Galuppi als Instrumentalkomponist uit 1929 en Lebendige Musik. Anleitung zum Hören uit 1935.
In tegenstelling tot zijn vader werkte hij niet samen met het Nazi-bewind; alhoewel er verdenkingen waren werd hij er tijdens de denazificatie daarvan vrijgesproken.